# Emulgátor
Emulgátor nebo emulgační činidlo je v chemii a potravinářství organická látka, která zmenšuje povrchové napětí (je schopna adsorpce a tvorby filmu) na rozhraní mezi dvěma nemísitelnými kapalinami, čímž umožňuje homogenní promísení emulze těchto dvou kapalin.

## Použití v potravinářství
V potravinářství se pojem používá obzvláště v souvislosti s rozptýlením tuků ve výrobku. V moukách působí jako kondicionér příjemně změkčující kůrku pečiva, v cukrovinkách jako modifikátor krystalizace tuků a v masném průmyslu usnadňuje emulgaci tukových částic.

## Regulace
Emulgátory jsou jedním z mnoha druhů přídatných látek (potravinářských aditiv) v potravinách. V této souvislosti nařízení EU 1333/2008 definuje emulgátory jako „látky, které umožňují vytvořit nebo uchovat stejnorodou směs dvou nebo více nemísitelných fází v potravině, například oleje s vodou.“ Úředně povolené přídatné látky mají přidělen kód, tzv. éčko, emulgátory jsou pak (spolu se sladidly, zahušťovadly, stabilizátory, barvivy apod.) jednou z mnoha kategorií těchto "éček".